# Diecezja Sodor i Man
Diecezja Sodor i Man (manx Aspickys Sodor as Vannin, ang. Diocese of Sodor and Man, łac. Dioecesis Sodorensis et Monensis) – diecezja Kościoła Anglii w metropolii Yorku, współcześnie o granicach pokrywających się z terytorium dependencji korony brytyjskiej Wyspy Man. Wywodzi swoje korzenie od katolickiej diecezji Wysp (Diocese of the Isles), obejmującej pierwotnie również Hebrydy, która w okresie reformacji znalazła się w Kościele Anglii. 
Diecezja nie posiada biskupów pomocniczych. Pracę biskupa diecezjalnego wspiera jeden archidiakon.